# Bartholomeus de Jager
Bartholomeus de Jager fue un corsario neerlandés conocido por su actividad en el Caribe en la década de 1650.

## Campaña contra los portugueses (1655)
En 1655, de Jager abordó y saqueó el barco portugués Consciencia, llevándose su cargamento de azúcar. En octubre, de Jager se encontró con el corsario neerlandés Cornelis Janszoon van de Velde en las Antillas, y juntos asaltaron dos naves portuguesas adicionales cerca de Fernando de Noronha, en el Estado de Brasil (actual Brasil). Una de las naves fue capturada y cargada con parte del azúcar robado al Consciencia y la otra logró huir. El resto del azúcar se puso a bordo del barco La Salamandra de los hermanos Lampsin.
Luego de la corta campaña, Jager partió hacia los Países Bajos con la intención de comercializar sus ganancias.